# Kia Carens
Le Kia Carens (Rondo en Amérique du Nord) est un monospace compact du constructeur automobile sud-coréen Kia Motors. Il a connu quatre générations, trois produites entre 1999 et 2019, puis une quatrième à partir de 2021.

## Première génération (1999-2006)

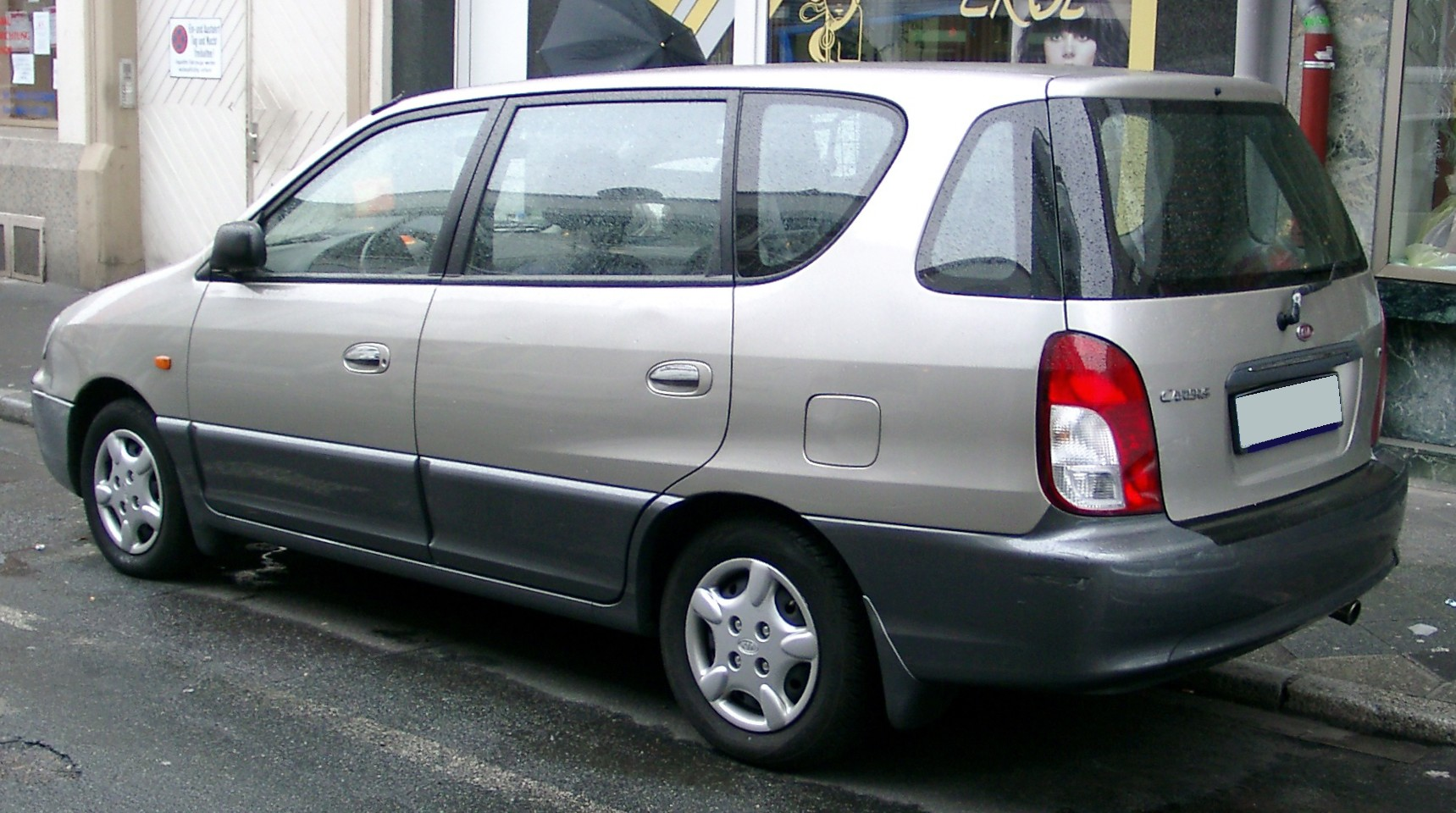
Kia Carens I Phase I vue arrière

En 1999, Kia Motors se lance sur un segment en plein essor, celui des monospaces compacts. Le Kia Carens inaugure une nouvelle plate-forme utilisée par la suite par le Hyundai Trajet. Son design est copié sur celui du Toyota Picnic. 
Il est baptisé Rondo en Amérique du Nord et en Australie.
Le Carens est légèrement plus compact que le Kia Joice, lancé en France à l'été 2000.

### Restylage

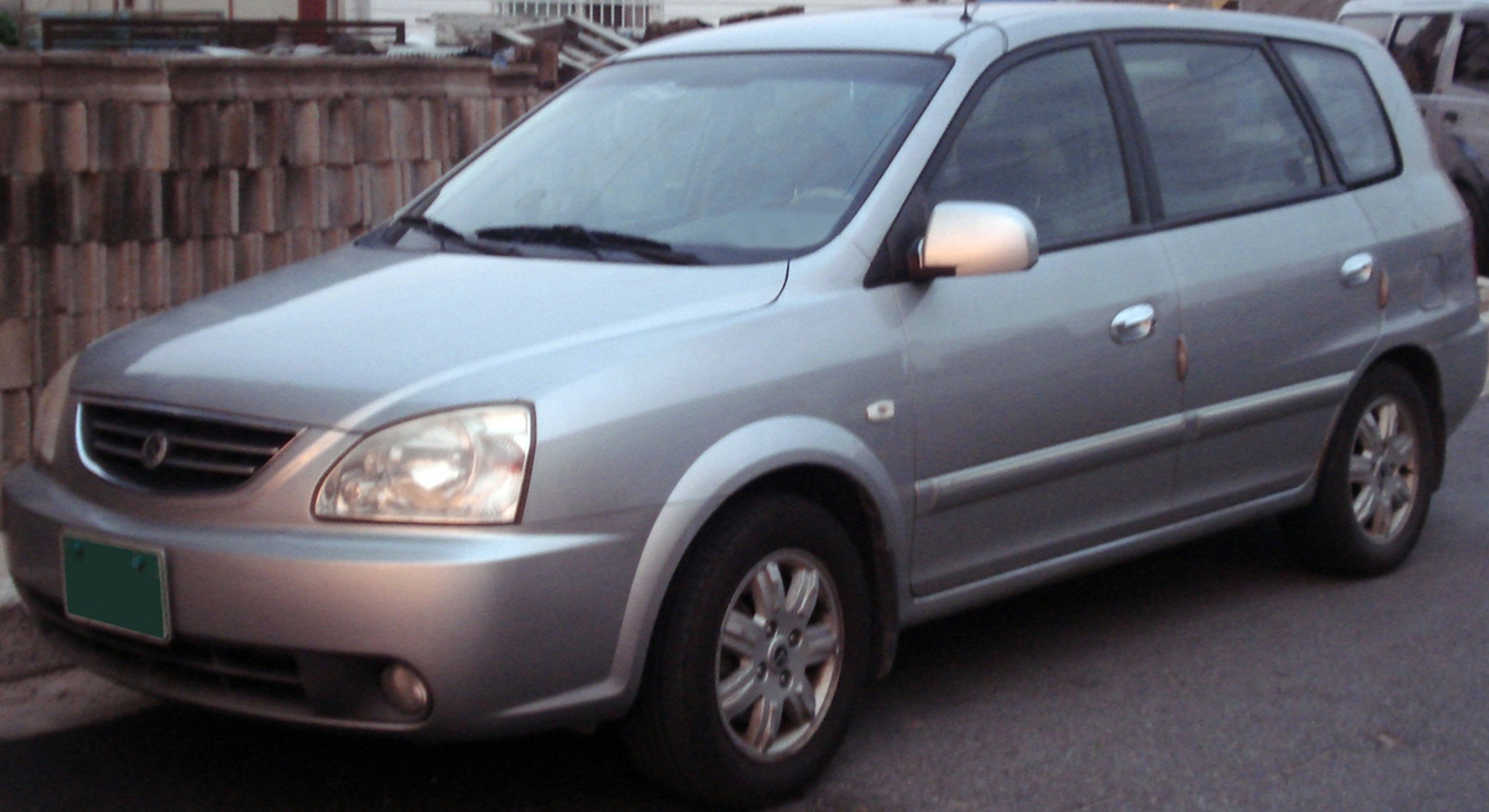
Kia Carens I Phase II vue avant

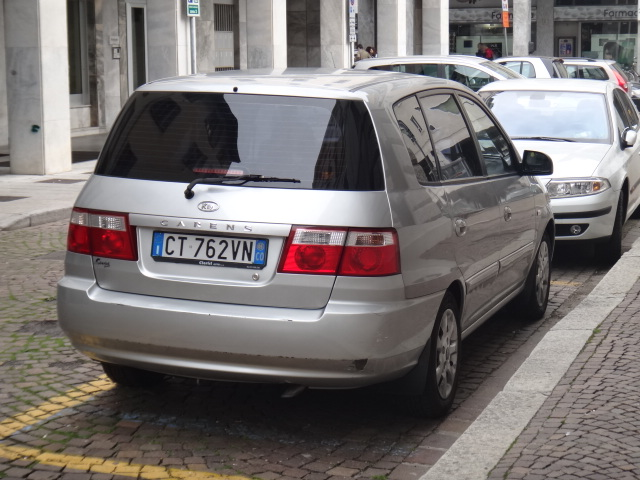
Kia Carens I Phase II vue arrière

Un restylage est effectué entre 2002 avant le renouvellement du monospace en 2006. La carrosserie a été modernisée ainsi que les phares, la calandre et les feux arrière. Les pare-chocs sont maintenant couleur carrosserie.

## Deuxième génération (2006-2013)

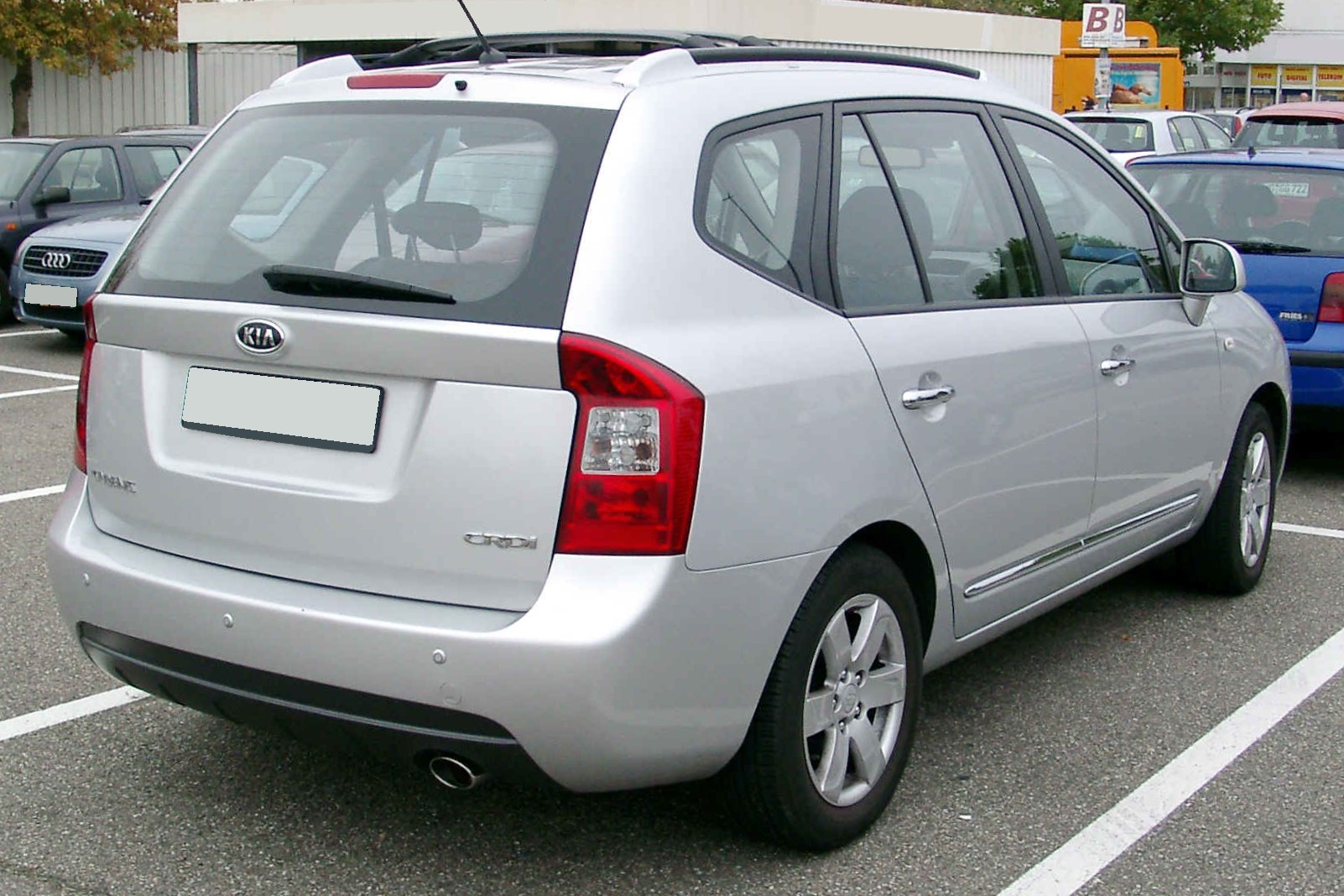
Kia Carens II vue arrière

La seconde génération du Carens est arrivée en 2006.
Elle entre en concurrence avec le Renault Scénic et le Citroën Xsara Picasso. 

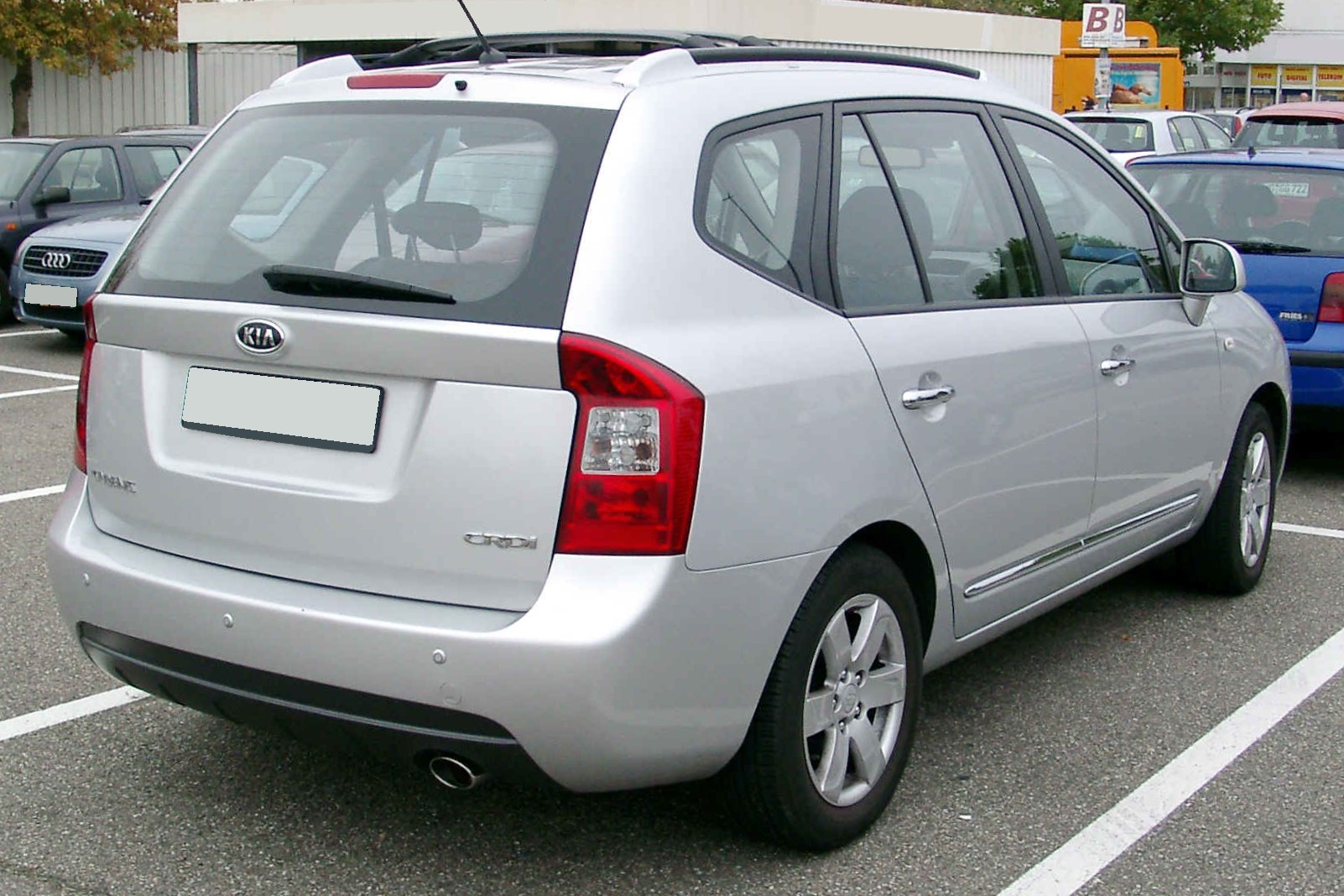
Kia Carens II phase 1
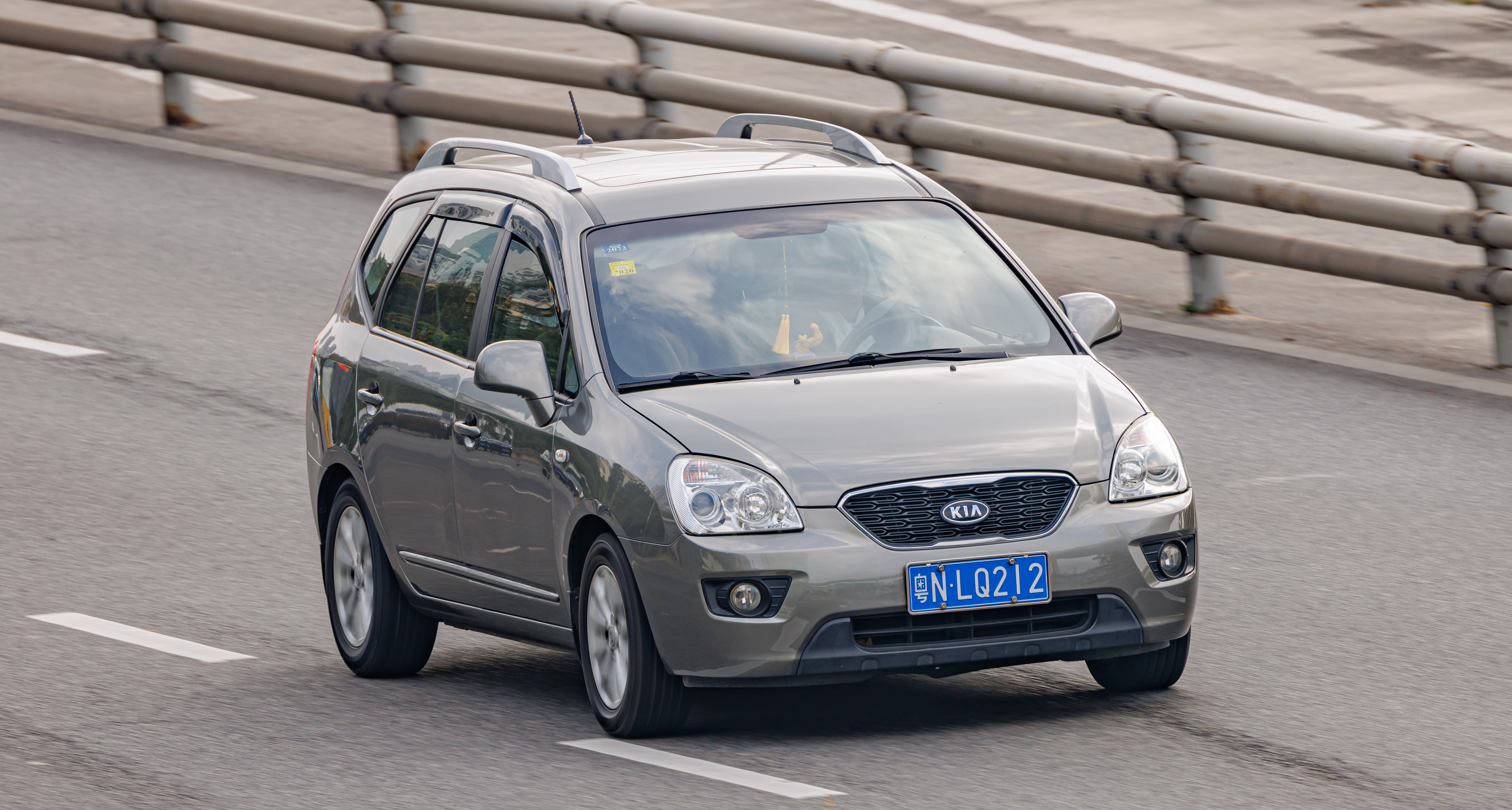
Kia Carens II phase 2
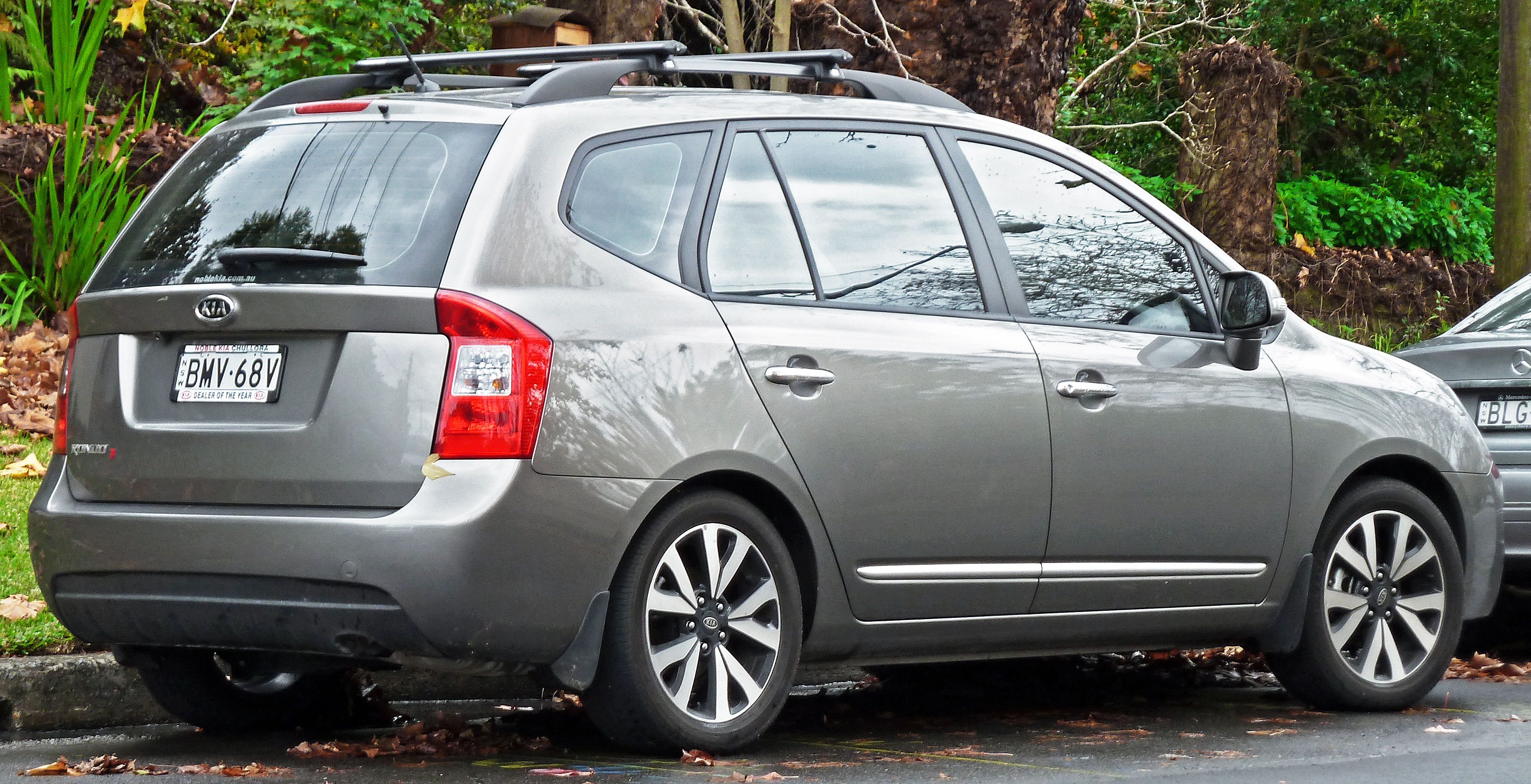
Kia Carens II phase 2

## Troisième génération (2013-2019)

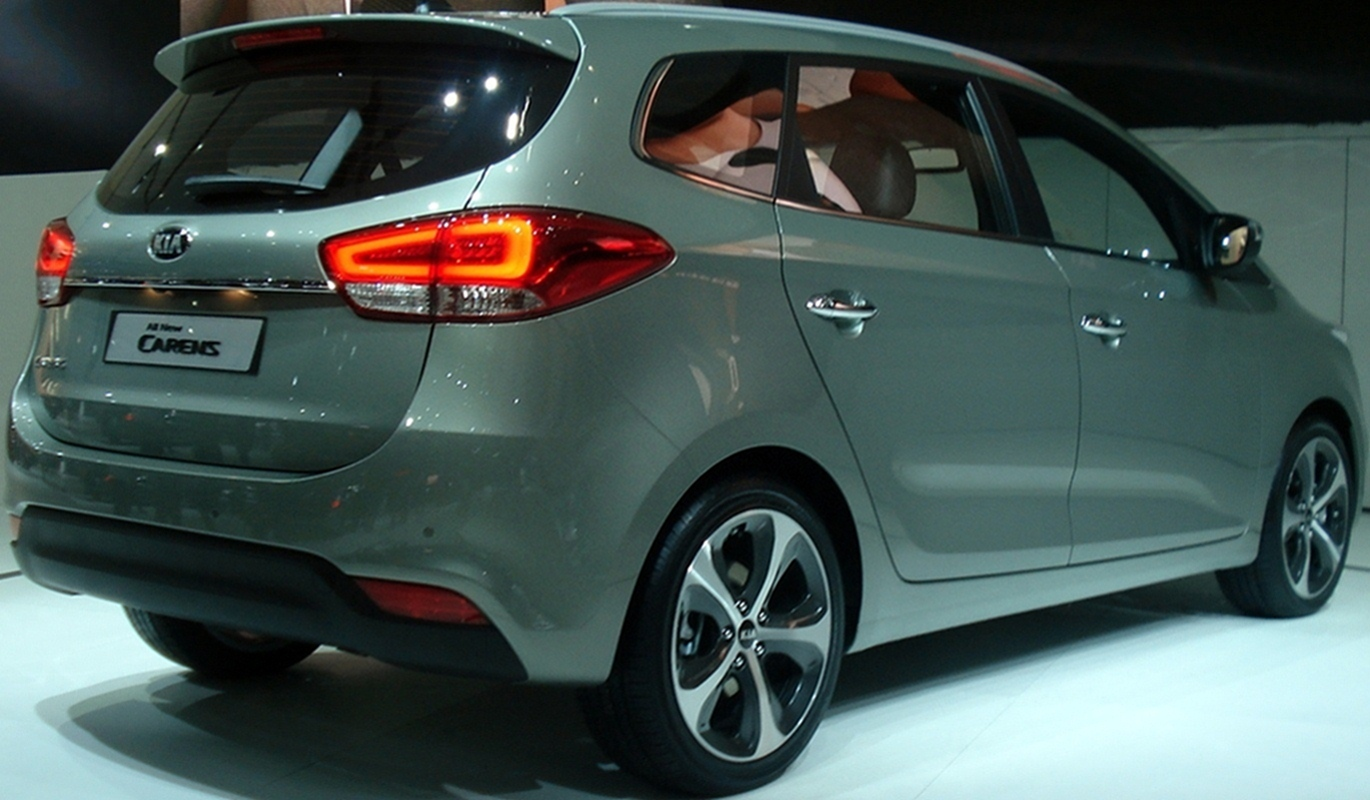
Kia Carens III phase 1

Début 2013, la troisième génération est lancée, reprenant les codes stylistiques des monospaces européens et offrant au choix 5 ou 7 places. Pour le marché européen, 2 moteurs essence GDi (1,6 L - 135 ch et 2,0 L - 177 ch) et 1 moteur diesel CRDi (1,7 L - 115 et 136 ch et 2.0 L - 177 ch) sont proposés.

### Finitions
- Premium
- Edition 7 : système de navigation avec écran tactile de 7 pouces, sellerie cuir, caméra de recul, rétroviseurs rabattables électriquement intégrant les répétiteurs de clignotant à LED, jantes alliage 17 pouces, feux arrière à LED, vitres latérales et lunette arrière surteintées, contour de vitres chromé.

## Quatrième génération (2022-...)
Une quatrième génération est présentée le 16 décembre 2021. Il s'agit d'un monospace à trois rangées de sièges, adressé aux marchés émergents et notamment à l'Inde, équivalent au Hyundai Alcazar.

Après le lancement en Inde, il est commercialisé sur divers marchés émergents d'Asie du Sud-Est et d'Afrique. Son lancement en Indonésie intervient en août 2022.

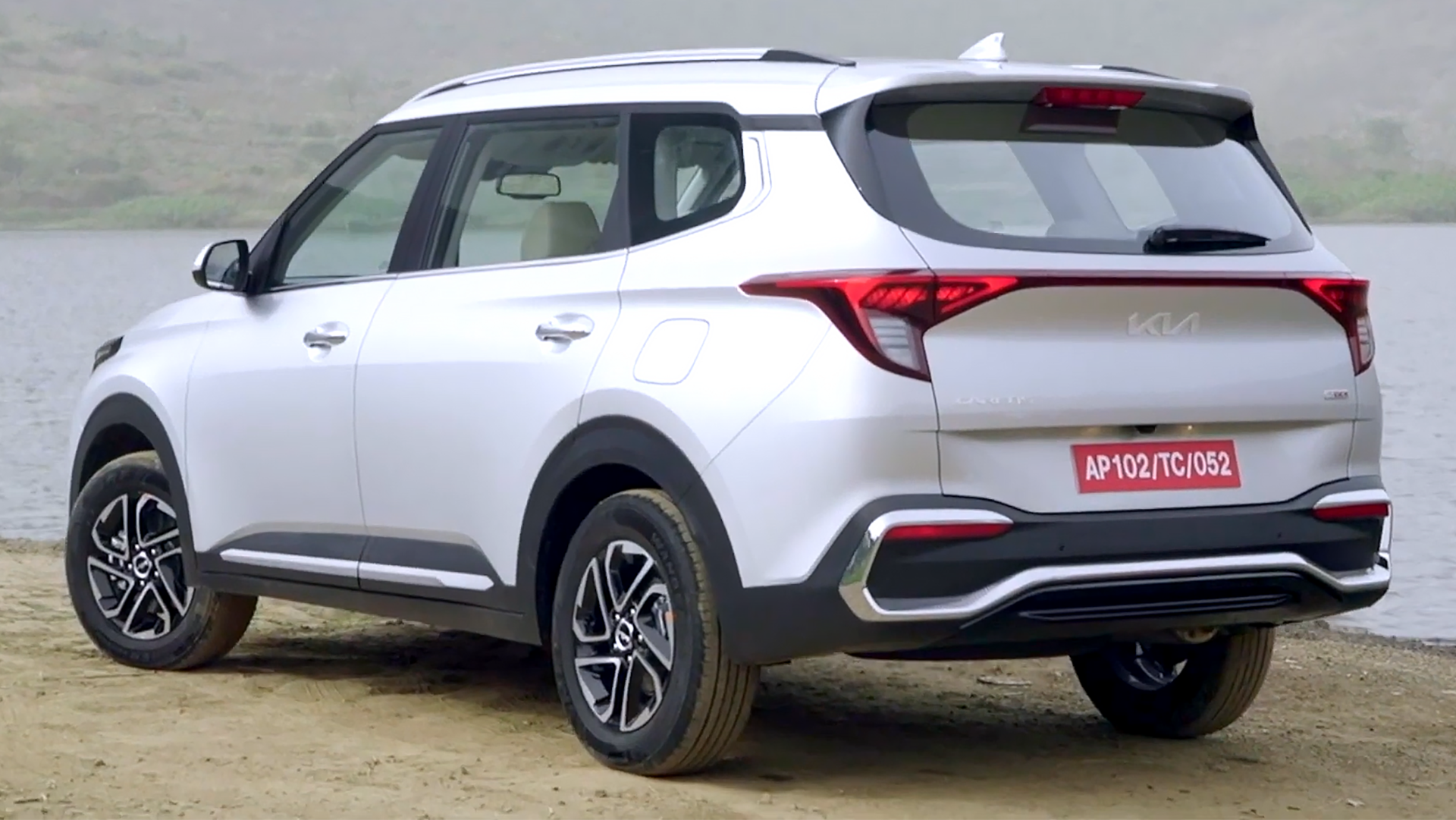
Kia Carens IV
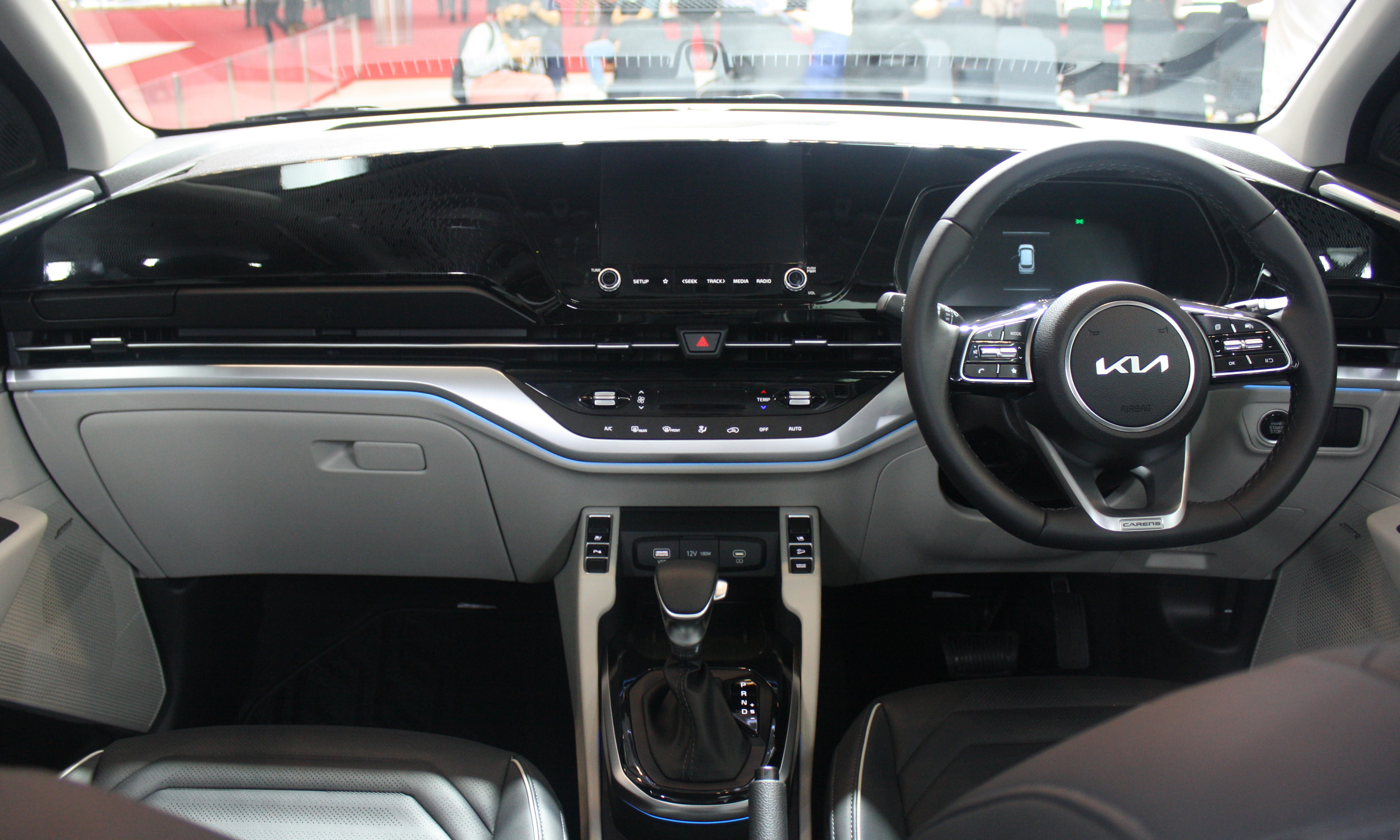
Kia Carens IV (intérieur)